# وقائع (فلم)
وقائع (بالإنجليزية: Chronicle) هو فيلم خيال علمي وإثارة تم إنتاجه في الولايات المتحدة وصدر في سنة 2012. الفيلم من إخراج جوش ترانك ودان ديهان ومايكل بي جوردون وأليكس رسل ومايكل كيلي.
وقائع يروي قصة ثلاثة فتيان مراهقين يتعرضون لأشعاع من جسم غريب تحت الأرض يمنحهم قدرات خارقة كالقوة والطيران وتحريك الأشياء دون لمسها.

## طاقم التمثيل
- دان ديهان في دور أندرو داتمر
- مايكل بي جوردن في دور ستيف مونتغومري
- أليكس رسل في دور ماط غارتي
- مايكل كيلي في دور ريتشار داتمر
- آشلي هينشاو في دور كاسي لاتر
- آنا وود في دور مونيكا
- بو بيترسان في دور كارن داتمر

## القصة
تدور أحداث الفلم حول ثلاثة فتيان في المدرسة الثانوية، أندرو، مات قريب أندرو، وستيف الأكثر شعبيه. تربطهم علاقة صداقة عندما يكتسبون قوة التحريك البعدي (التحكم بالجاذبيه). الفلم يختبر صداقتهم وممارستهم لقواهم حتى ينحني أندرو إلى جانب مظلم.

## الميزانية والإيرادات
بلغت تكلفة إنتاج الفيلم حوالي 12 مليون دولار بينما حقق أرباحا تقدر بـ 126,636,097 دولار.

## ردود الفعل
متحدثاً عن الفيلم بنظرة عامة يقول مارك دينيج من مجلة Empire أبطال خارقون/ خيال علمي مذهل ظهر من العدم بحيث يجذب انتباه الجمهور على الفور"، بينما يقول بيتر ديبورج من مجلة Variety عن طريقة تصوير الفيلم" على عكس كل الأفلام التي تصور بشكل وثائقي وهمي والتي تحاول أن تشعر الجمهور أن ما يحدث للأبطال هو أمر حقيقي وليس مجرد فيلم، استطاع فيلم مذكرات بطل خارق بذكاء أن يبهر المتفرج ويشعره بطبيعة الأحداث وأنها حقيقية ويدعو الجمهور ببراعة إلى تعليق فكرة عدم التصديق والدخول والانضمام إلى عالم أبطال الخيال والذي يجعلهم قادرين على التحكم في كل شيء بعقولهم".
بينما أشاد الناقد الشهير روجر إيبيرت بالمخرج جوش ترانك وكاتب السيناريو ماكس لانديس قائلاً «أحياناً يكون الفيلم إعلاناً عن وصول مواهب جديدة يجب وضعها في الاعتبار، فالمخرج جوش ترانك 26 عاماً وهذا أول أفلامه وكاتب السيناريو ماكس لانديس 26 أيضاً وكتب من قبل فيلمين قصيرين»، وأشاد أيضاً بأداء الممثلين قائلاً «الممثلين دان ديهان، مايكل بي جوردون، أليكس رسل جميعهم في بداية أو منتصف العشرينيات، لديهم خبرة قليلة وعملوا معاً بسهولة كفريق، وتمثيلهم المقنع مع سيناريو ماكس الرائع ليس فقط في نهاية الفيلم بل منذ البداية أعطت الفيلم طبيعية وواقعية كبيرة».

## وصلات خارجية
- مقالات تستعمل روابط فنية بلا صلة مع ويكي بيانات